# 波西尔城
波西尔城（英語：Bossier City）是美国路易斯安那州波西爾堂區的城市。根據2020年美國人口普查，全市共有人口62,701人。波西尔城位于红河，毗邻它的姐妹城市雪薇波特。